# 博貝格湖

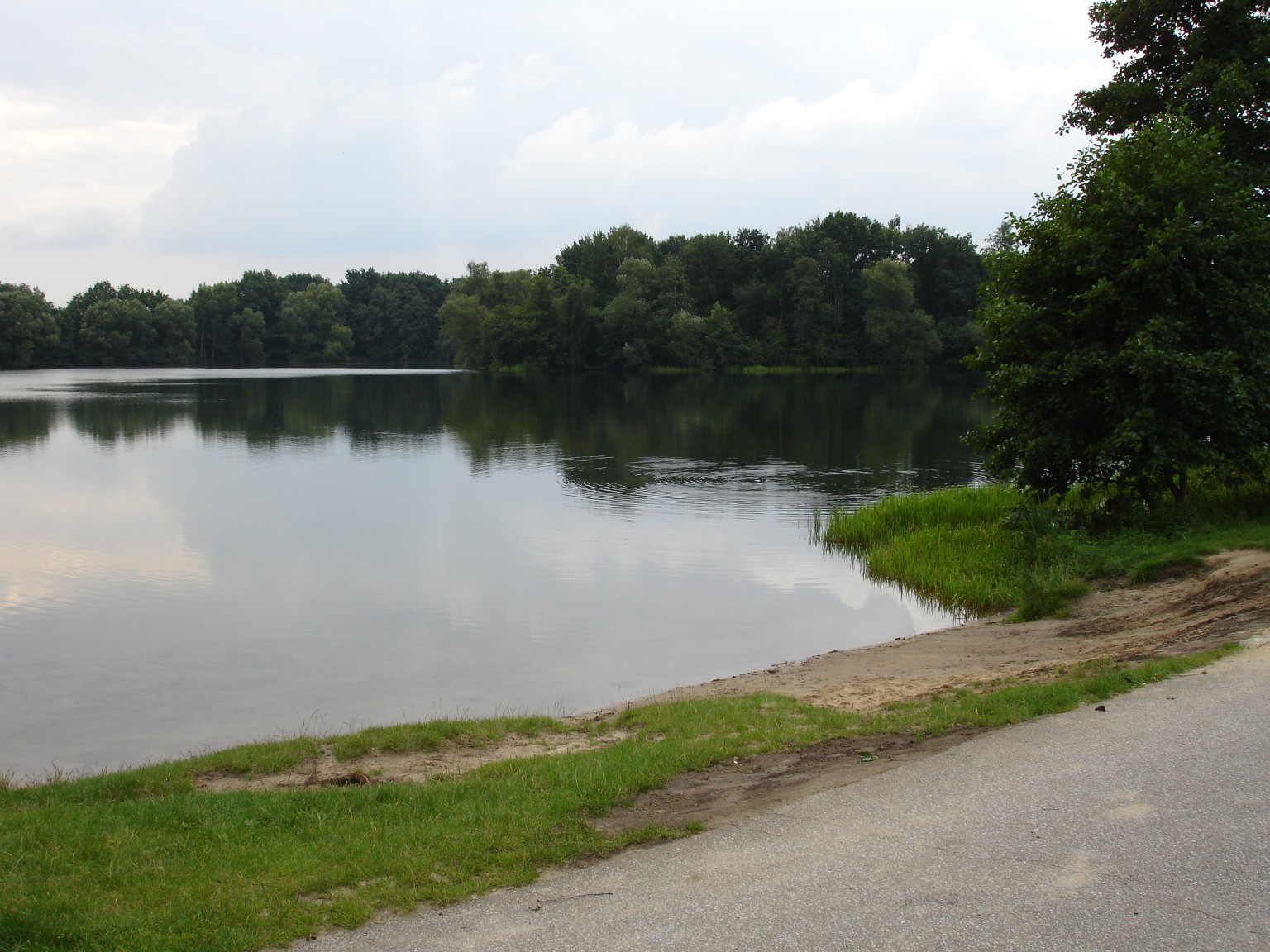

53°30′53″N 10°08′09″E / 53.514644°N 10.135961°E
博貝格湖（德語：Boberger See），是德國的湖泊，由漢堡負責管轄，長0.5公里、寬0.4公里，面積0.08平方公里，該湖泊平均水深4.2米，最大水深11.5米，水體容量30萬立方米。